# Margarete Tjaden-Steinhauer
Margarete Tjaden-Steinhauer (* 12. Juli 1936 in Eisenach) ist eine deutsche Soziologin und Politikwissenschaftlerin, die als Professorin für Politische Ökonomie an der Gesamthochschule Kassel lehrte. Sie gilt als Vertreterin der Marburger Schule der Politikwissenschaft.
Tjaden-Steinhauer studierte Germanistik, Anglistik,  Soziologie, Politikwissenschaft und Volkswirtschaftslehre an der Universität Frankfurt am Main, der Universität Edinburgh und der Universität Marburg, wo sie 1964 bei Heinz Maus promoviert wurde. Nach Tätigkeiten als Wissenschaftliche Assistentin und Lehrbeauftragte in Marburg wechselte sie 1975 an die Gesamthochschule Kassel, wo sie als Professorin für Politische Ökonomie lehrte.
Sie war verheiratet mit Karl Hermann Tjaden, mit dem sie häufig gemeinsame publizierte. Ihr Mann verstarb im März 2021.

## Schriften (Auswahl)
- Die politische Soziologie Auguste Comtes und ihre Differenz zur liberalen Gesellschaftstheorie Condorcets, Meisenheim am Glan: Hain, 1966 (zugleich Dissertation, Marburg 1964)
- Das Gesellschaftsbewusstsein der Arbeiter. Umrisse einer theoretischen Bestimmung, Köln: Pahl-Rugenstein, 1975, ISBN 3-7609-0206-5
- Die verwaltete Armut. Pauperismus in der Bundesrepublik. Vorgeschichte und Erscheinungsformen, Hamburg: VSA-Verlag, 1985, ISBN 3-87975-311-3
- Gesellschaft von Olduvai bis Uruk. Soziologische Exkursionen, Kassel: Jenior und Pressler, 1998 (gemeinsam mit Karl Hermann Tjaden und Lars Lambrecht), ISBN 3-928172-82-4
- Gesellschaft von Rom bis Ffm. Ungleichheitsverhältnisse in West-Europa und die iberischen Eigenwege, Kassel: Jenior, 2001 (gemeinsam mit Karl Hermann Tjaden und einer Diskussion über Anfänge gesellschaftlicher Ungleichheit von Frigga Haug), ISBN 3-934377-60-2.